# 格奥尔基·阿尔布
格奥尔基·阿尔布（羅馬尼亞語：Gheorghe Albu，1909年9月12日—1974年6月26日），罗马尼亚男子足球运动员，司职后卫。他曾代表罗马尼亚国家队参加1934年国际足联世界杯，结果队伍止步十六强。